# 1632
1632 (MDCXXXII) byl rok, který dle gregoriánského kalendáře započal čtvrtkem.

## Události
- 20. června – anglický král Karel (Charles) I. vydává listinu, kterou propůjčuje Cæciliu Calvertovi, 2. baronovi z Baltimore, území v Severní Americe. Formálně tak vzniká kolonie a pozdější americký stát Maryland.
- 16. listopadu – byla zahájena bitva u Lützenu, jedno z nejkrvavějších střetnutí třicetileté války, v níž padl švédský král Gustav Adolf II.
- Galileo Galilei, italský astronom a matematik, uveřejňuje svoje Dialogy.
- Anglie vrací provincii Québec Francii.
- Pierre de Montalais se oženil Renée Le Clerc de Sautré

### Probíhající události
- 1568–1648 – Nizozemská revoluce
- 1568–1648 – Osmdesátiletá válka
- 1618–1648 – Třicetiletá válka
- 1632–1634 – Smolenská válka

## Narození

#### Česko
- 15. listopadu – Hans Heinrich Mundt, pražský stavitel varhan († 18. března 1691)
- neznámé datum
  - Matyáš Gottfried Wunschwitz, šlechtic a významný spoluzakladatel památek Jana Nepomuckého († 10. března 1695)

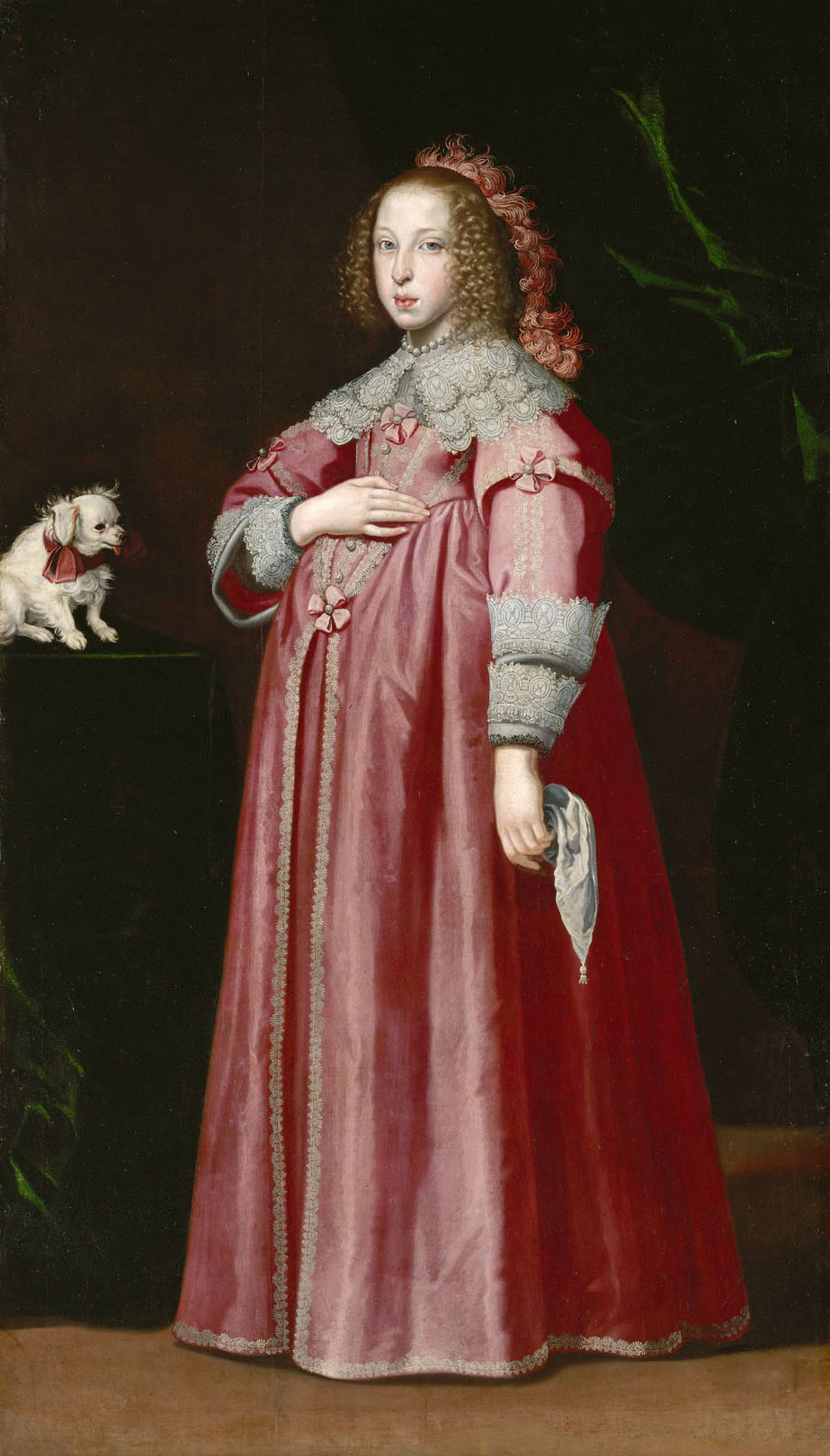
Marie Leopoldina Tyrolská (* 6. dubna)

#### Svět
- 08. ledna – Samuel von Pufendorf, německý právní teoretik, politický filozof, ekonom a historik († 13. října 1694)
- 11. ledna – Adam Frans van der Meulen, vlámský malíř a návrhář tapiserií († 15. října 1690)
- 26. ledna – Marie Charlotte de La Trémoille, francouzská šlechtična provdaná do saského rodu Wettinů († 24. srpna 1682)
- 20. února – Thomas Osborne, 1. vévoda z Leedsu, anglický státník a šlechtic († 26. července 1712)
- 02. dubna – pokřtěn Georg Caspar Wecker, německý barokní varhaník a hudební skladatel († 20. dubna 1695)
- 06. dubna – Marie Leopoldina Tyrolská, manželka císaře Ferdinanda III., česká královna († 7. srpna 1649)
- 05. července – Izák Caban, slovenský filozof, teolog a dramatik († 18. března 1707)
- 02. srpna – Kaspar von Stieler, německý učenec, jazykovědec a lexikograf († 24. června 1707)
- 08. srpna – Johann Karl Loth, německý malíř († 6. října 1698)
- 20. srpna – Thomas Corneille, francouzský dramatik († 8. prosince 1709)
- 29. srpna – John Locke, anglický filosof, představitel empirismu († 28. října 1704)
- 14. září – František Hyacint Savojský, savojský vévoda († 4. října 1638)
- 18. října – Luca Giordano, italský malíř († 3. ledna 1705)
- 20. října – Sir Christopher Wren, anglický architekt († 25. února 1723)
- 24. října – Antoni van Leeuwenhoek, nizozemský přírodovědec († 27. srpna 1723)
- 31. října – pokřtěn Jan Vermeer, nizozemský malíř († 15. prosince 1675)
- 23. listopadu – Jean Mabillon, benediktinský mnich a historik († 27. prosince 1707)
- 24. listopadu – Baruch Spinoza, nizozemský filozof židovského původu († 21. února 1677)
- 28. listopadu
  - Thomas Corneille, francouzský dramatik († 8. prosince 1709)
  - Jean-Baptiste Lully, francouzský hudební skladatel († 22. března 1687)
- neznámé datum
  - Franciscus de Neve, vlámský malíř a rytec († po 1704)
  - Henry Compton, anglický duchovní, spisovatel, překladatel a politik († 7. července 1713)
  - Alexej Andrejevič Golicyn, ruský státník, číšník a stolník († 9. března 1694)

## Úmrtí

#### Česká
- 22. května – Humprecht III. Czernin z Chudenic, šlechtic z nedrahovické větve rodu Černínů (* duben 1570)
- 30. května – Jan Cyril Špalek, senior Jednoty bratrské a spisovatel (* 1570)
- 26. srpna – Pavel Michna z Vacínova, říšský hrabě a dvořan (* kolem 1580)
- 09. října – Matěj Janda Čechtický, novoutrakvistický kněz a spisovatel (* 1590)
- 29. listopadu – Fridrich Falcký, český král (* 26. srpna 1596)
- neznámé datum
- říjen – Anna Saloména Hradišťská z Hořovic, česká šlechtična (* ?)

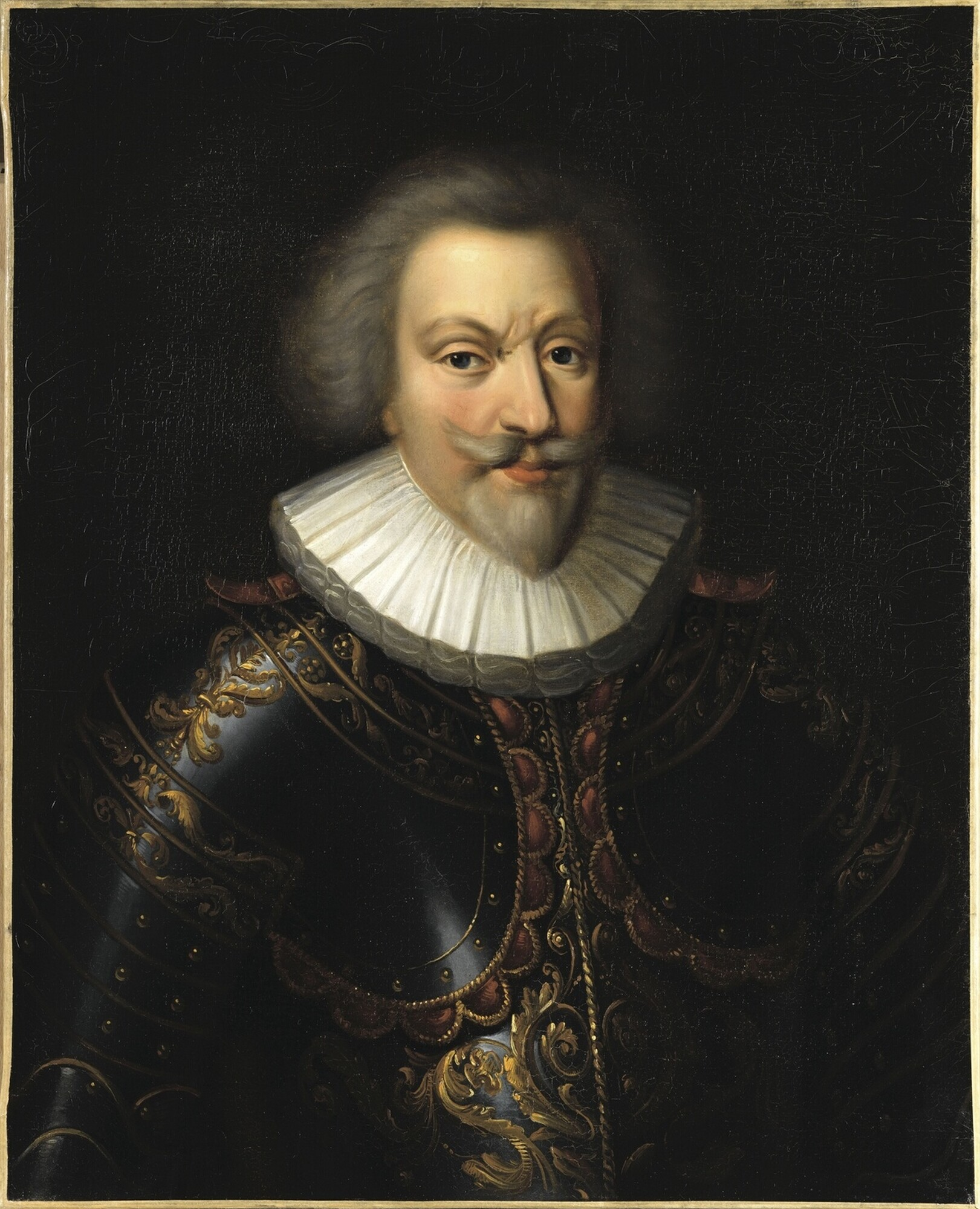
František II. Lotrinský († 14. října)

#### Svět
- 16. ledna – Antoinette de Pons-Ribérac, komtesa de La Roche-Guyon, markýza de Guercheville, dvorní dáma Marie Medicejské, podporovatelka koloniálních projektů Francouzského království (*1560)
- 31. ledna – Jost Bürgi, švýcarský matematik, astronom a vynálezce (* 28. února 1552)
- 07. února – Markéta Gonzaga, vévodkyně lotrinská (* 2. října 1591)
- 23. února – Giambattista Basile, neapolský barokní básník, dvořan a sběratel pohádek (* ? 1566)
- 14. března – Hidetada Tokugawa, druhý šógun Tokugawské dynastie (* 2. května 1579)
- 19. dubna – Mary Villiersová, hraběnka z Buckinghamu (* cca 1570)
- 30. dubna
  - Zikmund III. Vasa, litevský velkokníže, polský a švédský král (* 20. června 1566)
  - Jan Tserclaes Tilly, vlámský generál (* únor 1559)
- 10. května – Louis de Marillac, francouzský voják a šlechtic (* 1573)
- 21. června – Anselm Boëtius de Boodt, flanderský lékař, mineralog, botanik a chemik (* 1550)
- 17. července – Hendrick van Balen, vlámský barokní malíř a návrhář vitráží (* 1573/75)
- 23. července – Pamvo Berynda, ukrajinský lexikograf, spisovatel, básník, překladatel (* kolem 1560)
- 30. července – Karel Španělský, španělský infant (* 15. září 1607)
- 14. srpna – August Falcko-Sulzbašský, falcko-sulzbašský hrabě (* 2. října 1582)
- 26. srpna – Thomas Dekker, anglický spisovatel a dramatik (* 1572)
- 13. září – Leopold V. Habsburský, rakousko-tyrolský arcivévoda (* 9. října 1586)
- 06. října – Anna Klevská, falcko-neuburská vévodkyně (* 1. března 1552)
- 14. října – František II. Lotrinský, vévoda lotrinský, barský a hrabě z Vaudemont (* 27. února 1572)
- 26. října – Chrysostomus Henriquez, španělský římskokatolický duchovní, cisterciácký mnich a historik (* 1594)
- 30. října – Jindřich II. z Montmorency, francouzský šlechtic a vojenský velitel (* 30. dubna 1595)
- 16. listopadu – Gustav II. Adolf, švédský panovník. Padl v bitvě u Lützenu (* 9. prosince 1594)
- 17. listopadu – Gottfried Heinrich Pappenheim, císařský polní maršál (* 29. května 1594)
- 18. listopadu – Ludovico Ludovisi, italský římskokatolický kardinál a arcibiskup (* 27. října 1595)
- 08. prosince – Philippe van Lansberge, nizozemský astronom (* 25. srpna 1561)
- neznámé datum
  - Gabriel de Montalais, francouzský šlechtic
  - Ambrosius Francken II., vlámský barokní malíř (* 1590)
  - Abraham Janssens, vlámský barokní malíř (* 1575)
  - Gazi Hüsrev Paša, osmanský velkovezír (* ?)
  - asi Carlo Bononi, italský malíř (* 1569)

## Hlavy států
- Anglie – Karel I. (1625–1649)
- Francie – Ludvík XIII. (1610–1643)
- Habsburská monarchie – Ferdinand II. (1619–1637)
- Osmanská říše – Murad IV. (1623–1640)
- Polsko-litevská unie – Zikmund III. Vasa (1587–1632) / Vladislav IV. Vasa (1632–1648)
- Rusko – Michail I. (1613–1645)
- Španělsko – Filip IV. (1621–1665)
- Švédsko – Gustav II. Adolf (1611–1632) / Kristýna I. (1632–1654)
- Papež – Urban VIII. (1623–1644)
- Perská říše – Safí I.